# Municipio de Richland (condado de Codington)
El municipio de Richland (en inglés: Richland Township) es un municipio ubicado en el condado de Codington en el estado estadounidense de Dakota del Sur. En el año 2010 tenía una población de 154 habitantes y una densidad poblacional de 1,66 personas por km².

## Geografía
El municipio de Richland se encuentra ubicado en las coordenadas 44°56′43″N 97°19′12″O / 44.94528, -97.32000. Según la Oficina del Censo de los Estados Unidos, el municipio tiene una superficie total de 92.81 km², de la cual 87,15 km² corresponden a tierra firme y (6,1 %) 5,66 km² es agua.

## Demografía
Según el censo de 2010, había 154 personas residiendo en el municipio de Richland. La densidad de población era de 1,66 hab./km². De los 154 habitantes, el municipio de Richland estaba compuesto por el 99,35 % blancos, el 0,65 % eran asiáticos. Del total de la población el 0 % eran hispanos o latinos de cualquier raza.